# Фалисово (Московская область)
Фалисово — деревня в Сергиево-Посадском районе Московской области, в составе муниципального образования Сельское поселение Шеметовское (до 29 ноября 2006 года входила в состав Шабурновского сельского округа).

## Население
| 2002 | 2006 | 2010 |
| ---- | ---- | ---- |
| 6    | ↘2   | ↗6   |

## География
Фалисово расположено примерно в 46 км (по шоссе) на северо-запад от Сергиева Посада, на левом берегу безымянного левого притока реки Корешовки (левый приток Дубны), высота центра деревни над уровнем моря — 142 м. Деревня связана автобусным сообщением с райцентром и соседними населёнными пунктами.